# Клетінське сільське поселення (Івановська область)
Клетінське сільське поселення — колишнє муніципальне утворення у складі Палехського району Івановської області Російської Федерації. Адміністративний центр —  присілок Клетіно. Існувало протягом 2005—2009 років.
До сільського поселення входило 11 населених пунктів. Чисельність населення поселення станом на 2008 рік — 389 осіб
Голова поселення протягом часу його існування — Балаєва Лариса Павлівна.

## Історія
Клетінське сільське поселення було створено 25 лютого 2005 року у відповідності із Законом Івановської області «Про міське та сільські поселення в Палехвському муніципальному районі».
Чисельність населення сільського поселення станом на 2008 рік становила 389 осіб.
У цей час у сільському поселенні працювали:
- відділ зв'язку;
- загальноосвітня школа, в якій працював музей, присвячений генералу армії Олександру Горбатову, який народився у присілку Пахоніно, та іншим мешканцям Клетінського сільського поселення;
- будинок культури;
- 2 бібліотеки;
- магазин;
- фельдшерсько-акушерський пункт.

Дитячий садок ще працював.
На території сільського поселення працювало сільськогосподарське виробниче підприємство «імені генерала Горбатова».
10 грудня 2009 року Клетінське сільське поселення було ліквідовано, а його територія увійшла до новоствореного Раменського сільського поселення.

## Адміністративний устрій
Протягом 2005—2009 років до складу Клетінського сільського поселення входили
- Воробіно — присілок
- Іваново-Ільїно — присілок
- Ківерніково — присілок
- Клетіно — присілок, адміністративний центр
- Кузнечиха — присілок
- Матюкіно — присілок
- Овсяниці — присілок
- Пахотіно — присілок
- Роглово — присілок
- Рудильниці — присілок
- Шалімово — присілок